# Histone-désacétylase
Une histone-désacétylase (abrégé HDAC) est une enzyme catalysant la perte du groupement acétyle sur l'extrémité N-terminale d'une histone. Leur rôle est l'inverse de celui tenu par les histones-acétyltransférases.
Les histones-désacétylases jouent un rôle important dans la régulation de l'expression génique.

## Classification des HDAC

### HDAC chez l'humain
| Classe | Membres | Cofacteur |
| ------ | ------- | --------- |
| I      | HDAC1   | Zn2+      |
| I      | HDAC2   | Zn2+      |
| I      | HDAC3   | Zn2+      |
| I      | HDAC8   | Zn2+      |
| IIA    | HDAC4   | Zn2+      |
| IIA    | HDAC5   | Zn2+      |
| IIA    | HDAC7   | Zn2+      |
| IIA    | HDAC9   | Zn2+      |
| IIB    | HDAC6   | Zn2+      |
| IIB    | HDAC10  | Zn2+      |
| III    | SIRT1   | NAD+      |
| III    | SIRT2   | NAD+      |
| III    | SIRT3   | NAD+      |
| III    | SIRT4   | NAD+      |
| III    | SIRT5   | NAD+      |
| III    | SIRT6   | NAD+      |
| III    | SIRT7   | NAD+      |
| IV     | HDAC11  | Zn2+      |

## Régulation de l'expression génique

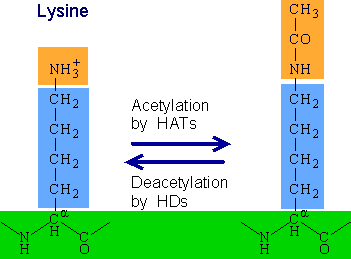
(Dés)acétylation d'un histone
Vert : chaîne polypeptidique
Bleu : chaine latérale (Lys)
Orange : groupement modifiable

D'une manière générale, l'intervention des HDAC entraîne une baisse d'expression au niveau des zones concernées du génome.
Les histones sont des protéines s'assemblant en octamères et avec l'ADN pour former des nucléosomes, première forme de compaction de l'ADN.
La désacétylation d'un histone entraîne la réapparition d'une charge positive sur la fonction amine de la lysine concernée. L'ADN étant chargé négativement (à cause de ses nombreux groupements phosphates), et l'histone désacétylé dorénavant chargé positivement, les deux molécules interagissent selon une attraction électrostatique. Ce « resserrement » de l'ADN sur l'histone augmente mécaniquement le degré de compaction de l'ADN.
Un haut degré de compaction affecte les polymérases et diminue globalement l'expression génique. Les HDAC peuvent ainsi être des corépresseurs, c'est-à-dire des protéines agissant en parallèle avec d'autres molécules de régulation. Par exemple, la protéine SMRT (en) (silencing mediator for retinoid or thyroid-hormone receptors) induit le recrutement d'histone désacétylases pour réprimer l'expression de nombreux gènes.

## Inhibiteurs d'histone désacétylases (HDACi)
Plusieurs inhibiteurs d'histones-désacétylases sont utilisés en oncologie : le SAHA, une molécule de synthèse, le FK228, un depsipeptide naturel, le panobinostat ou le belinostat.
Ces inhibiteurs sont également une piste dans le traitement des troubles neurodégénératifs tels que dans la maladie d'Alzheimer.
Ils sont en cours de test dans certaines maladies cardiaques sur des modèles animaux : cardiomyopathie hypertrophique ou insuffisance cardiaque à fonction systolique préservée.